# Johanne Killi
Johanne Killi (ur. 13 października 1997 w Dombås) – norweska narciarka dowolna, specjalizująca się w slopestyle'u i big air. W 2015 roku wystartowała na mistrzostwach świata w Kreischbergu, gdzie zajęła ósme miejsce. Najlepsze wyniki w Pucharze Świata osiągnęła w sezonie 2016/2017, kiedy to zajęła 11. miejsce w klasyfikacji generalnej, a w klasyfikacji slopestyle'u zajęła drugie miejsce. Ponadto w sezonie 2017/2018 ponownie była druga, a w sezonie 2014/2015 trzecia w klasyfikacji slopestyle'u. W 2018 roku wystąpiła na igrzyskach olimpijskich w Pjongczangu, gdzie była piąta. W sezonie 2019/2020 zajęła 3. miejsce zarówno w klasyfikacji slopestyle'u jak i big air.
Jest czterokrotną medalistką zawodów X-Games rozgrywanych w amerykańskim Aspen. Zdobyła 2 srebrne medale w big air podczas Winter X Games 22 i Winter X Games 23 oraz 2 brązowe medale w slopestyle'u podczas Winter X Games 20 i Winter X Games 21.

## Osiągnięcia

### Igrzyska olimpijskie
| Miejsce | Dzień     | Rok  | Miejscowość | Konkurencja | Zwyciężczyni     |
| ------- | --------- | ---- | ----------- | ----------- | ---------------- |
| 5.      | 17 lutego | 2018 | Pjongczang  | Slopestyle  | Sarah Höfflin    |
| 7.      | 8 lutego  | 2022 | Pekin       | Big Air     | Eileen Gu        |
| 6.      | 15 lutego | 2022 | Pekin       | Slopestyle  | Mathilde Gremaud |

### Mistrzostwa świata
| Miejsce | Dzień       | Rok  | Miejscowość | Konkurencja | Zwycięzca        |
| ------- | ----------- | ---- | ----------- | ----------- | ---------------- |
| 8.      | 21 stycznia | 2015 | Kreischberg | Slopestyle  | Lisa Zimmermann  |
| 9.      | 2 lutego    | 2019 | Park City   | Big Air     | Tess Ledeux      |
| 3.      | 28 lutego   | 2023 | Bakuriani   | Slopestyle  | Mathilde Gremaud |

### Puchar Świata

#### Miejsca w klasyfikacji generalnej
- sezon 2014/2015: 47.
- sezon 2015/2016: 51.
- sezon 2016/2017: 11.
- sezon 2017/2018: 21.
- sezon 2018/2019: 28.
- sezon 2019/2020: 20.

Od sezonu 2020/2021 klasyfikacja generalna została zastąpiona przez klasyfikację Park & Pipe (OPP), łączącą slopestyle, halfpipe oraz big air.
- sezon 2020/2021: 7.
- sezon 2021/2022: 7.
- sezon 2022/2023: 1.

#### Miejsca na podium w zawodach
1. Silvaplana – 14 marca 2015 (slopestyle) – 3. miejsce
2. Font-Romeu – 14 stycznia 2017 (slopestyle) – 2. miejsce
3. Mammoth Mountain – 4 lutego 2017 (slopestyle) – 3. miejsce
4. Québec – 12 lutego 2017 (slopestyle) – 1. miejsce
5. Mediolan – 18 listopada 2017 (big air) – 2. miejsce
6. Snowmass – 13 stycznia 2018 (slopestyle) – 1. miejsce
7. Silvaplana – 3 marca 2018 (slopestyle) – 2. miejsce
8. Mammoth Mountain – 10 marca 2019 (slopestyle) – 2. miejsce
9. Pekin – 14 grudnia 2019 (big air) – 1. miejsce
10. Seiser Alm – 18 stycznia 2020 (slopstyle) – 2. miejsce
11. Stubai – 21 listopada 2020 (slopestyle) – 2. miejsce
12. Stubai – 20 listopada 2021 (slopestyle) – 3. miejsce
13. Steamboat Springs – 4 grudnia 2021 (big air) – 3. miejsce
14. Silvaplana – 26 marca 2022 (slopestyle) – 3. miejsce
15. Stubai – 19 listopada 2022 (slopestyle) – 1. miejsce
16. Laax – 22 stycznia 2023 (slopestyle) – 1. miejsce
17. Mammoth Mountain – 4 lutego 2023 (slopestyle) – 1. miejsce
18. Tignes – 18 marca 2023 (slopestyle) – 2. miejsce
19. Silvaplana – 25 marca 2023 (slopestyle) – 3. miejsce